# 미겔 토르가
미겔 토르가(포르투갈어: Miguel Torga)는 아돌푸 코헤이라 다 호샤(포르투갈어: Adolfo Correia da Rocha) (빌라헤알 상마르티뉴드안타, 1907년 8월 12일 ~ 코임브라, 1995년 1월 17일)의 필명으로, 20세기 포르투갈에서 가장 영향력 있는 시인이자 작가 중 한 사람으로 손꼽힌다. 시인, 단편소설, 회고록 작가로 널리 알려져 있으며, 그외에도 장편소설, 연극 극본, 수필 등을 집필하였다.

## 작품

### 시
- 1928년 - "불안" (Ansiedade)
- 1930년 - "비탈" (Rampa)
- 1931년 - "심연" (Abismo)
- 1936년 - "또 다른 욥기" (O outro livro de Job)
- 1943년 - "통탄" (Lamentação)
- 1944년 - "해방" (Libertação)
- 1946년 - "송시" (Odes)
- 1948년 - "니힐 시비" (Nihil Sibi)
- 1950년 - "인간의 노래" (Cântico do Homem)
- 1952년 - "몇몇 이베리아의 시" (Alguns poemas ibéricos)
- 1954년 - "연옥의 징벌" (Penas do Purgatório)
- 1958년 - "반항적 고아" (Orfeu rebelde)
- 1962년 - "불타는 방" (Câmara ardente)
- 1965년 - "이베리아의 시" (Poemas ibéricos)
- 1997년 - "시 전집", 1권 (Poesia Completa, volume I)
- 2000년 - "시 전집", 2권 (Poesia Completa, volume II)

### 산문
- 1931년 - "무교병" (Pão Ázimo)
- 1931년 - "천지창조" (Criação do Mundo)
- 1934년 - "제3의 목소리" (A Terceira Voz)
- 1937년 - "첫 이틀" (Os Dois Primeiros Dias)
- 1938년 - "천지창조 사흗날" (O Terceiro Dia da Criação do Mundo)
- 1939년 - "천지창조 나흗날" (O Quarto Dia da Criação do Mundo)
- 1940년 - "짐승들" (Bichos)
- 1941년 - "산 이야기" (Contos da Montanha) "일기 제1권"(Diário I)
- 1942년 - "길" (Rua)
- 1943년 - "벤투라 씨" (O Senhor Ventura) "일기 제2권"(Diário II)
- 1944년 - "새로운 산 이야기" (Novos Contos da Montanha)
- 1945년 - "포도수확" (Vindima)
- 1946년 - "일기 제3권" (Diário III)
- 1949년 - "일기 제4권" (Diário IV)
- 1950년 - "포르투갈" (Portugal)
- 1951년 - "연마석" (Pedras Lavradas) "일기 제5권" (Diário V)
- 1953년 - "일기 제6권" (Diário VI)
- 1956년 - "일기 제7권" (Diário VII)
- 1959년 - "일기 제8권" (Diário VIII)
- 1974년 - "천지창조 닷샛날" (O Quinto Dia da Criação do Mundo)
- 1976년 - "같힌 불" (Fogo Preso)
- 1981년 - "천지창조 엿샛날" (O Sexto Dia da Criação do Mundo)
- 1982년 - "동화들의 동화" (Fábula de Fábulas)
- 1999년 - "일기 제9~16권" (Diário: Volumes IX a XVI) (1964-1993),

각 권 목차
1. 일기 제9권 (Diário IX) (1960년 1월 15일~1963년 9월 20일)
2. 일기 제10권 (Diário X) (1963년 10월 5일~1968년 7월 30일)
3. 일기 제11권 (Diário XI) (1968년 8월 2일~1973년 4월 6일)
4. 일기 제12권 (Diário XII) (1973년 5월 17일~1977년 6월 22일)
5. 일기 제13권 (Diário XIII) (1977년 7월 8일~1982년 5월 20일)
6. 일기 제14권 (Diário XIV) (1982년 5월 21일~1987년 1월 11일)
7. 일기 제15권 (Diário XV) (1987년 2월 20일~1989년 12월 31일)
8. 일기 제16권 (Diário XVI) (1990년 1월 11일~1993년 12월 10일)

### 극본
- 1941년 - "굳은 땅과 바다" ("Terra Firme" e "Mar")
- 1947년 - "교향곡" (Sinfonia)
- 1949년 - "낙원" (O Paraíso)
- 1950년 - "포르투갈" (Portugal)
- 1955년 - "연합의 흔적" (Traço de União)

## 수상
- 1969년 - 디아리우 드 노티시아스 상.
- 1976년 - 제12회 크노케헤이스트 국제 시 비엔날레 상 (벨기에)
- 1980년 - 모르가두 드 마테우스 상(카를루스 드룸몽드 드 안드라드(Carlos Drummond de Andrade)와 공동 수상)
- 1981년 - 독일 F.V.S. 재단 몽테뉴 상
- 1989년 - 카몽이스 상
- 1991년 - 올해의 인물 상
- 1992년 - 포르투갈작가협회 평생공로상
- 1993년 - 비평가 상